# IC 4736
IC 4736 ist eine Balken-Spiralgalaxie vom Hubble-Typ SBd im Sternbild Pfau am Südsternhimmel. Sie ist schätzungsweise 148 Millionen Lichtjahre von der Milchstraße entfernt.
Das Objekt wurde am 14. September 1901 von DeLisle Stewart entdeckt.